# ¡A por el niño!
¡A por el niño! es una historieta de 1979 del dibujante de cómics español Francisco Ibáñez protagonizada por Mortadelo y Filemón. Este álbum se hizo para conmemorar el Año Internacional del niño (1979).

## Sinopsis
Unos malhechores quieren secuestrar a Alfonsito Dividendo, el hijo del director del banco, para pedir un rescate. Mortadelo y Filemón deberán ir a la escuela de Alfonsito para evitar su secuestro y proteger a los niños.

## Comentario
Se trata de la primera historieta larga cuyas planchas están divididas en cuatro tiras y no en cinco, otorgándole así al cómic un aire más moderno.
Con un dibujo cuidado, un ritmo vibrante, y sketches muy conseguidos, está considerado uno de los mejores álbumes de la pareja de detectives.